# ميخائيل باربر
ميخائيل باربر (بالإنجليزية: Michael Barber)‏ هو فيزيائي ورياضياتي أسترالي، ولد في 30 أبريل 1947.